# 卢厄河畔温森
卢厄河畔温森（德語：Winsen (Luhe)，發音：[ˌvɪnzn̩ ˈluːə] ⓘ）是德国下萨克森州哈尔堡县的城市，也是哈尔堡县的县治，面积109.77平方千米，2023年12月31日人口为36,499人。